# Реєстр неприбуткових установ та організацій
Реєстр неприбуткових установ та організацій (далі — Реєстр) є автоматизованою системою збору, накопичення та обробки даних про неприбуткові підприємства, установи та організації (далі — неприбуткова організація)

## Історія
Вперше в Україні створення Реєстру було передбачено п.7.11.10 Статті 7 «Оподаткування операцій особливого виду» Закону України «Про оподаткування прибутку підприємств» від 28 грудня 1994 року N 334/94-ВР в редакції від 22 травня 1997 року N 283/97-ВР.
На виконання цього Закону Державною податковою адміністраціею України був створений Реєстр, який функціонував відповідно до Положення про Реєстр неприбуткових організацій та установ, затверджене наказом ДПА України від 11.07.97 р.N 232 із відповідними змінами та доповненнями до Податкової реформи 2014 р.
З прийняттям Закону України «Про внесення змін до Податкового кодексу України та деяких законодавчих актів України щодо податкової реформи» передбачено зміни критеріїв визначення неприбутковвості організації відповідно до пункту 133.4 статті 133 Податкового кодексу України (далі — Кодекс) та створено новий Реєстр, та затверджено постановою Кабінету Міністрів України 
від 13 липня 2016 р. № 440 «Порядок ведення Реєстру неприбуткових установ та організацій, включення неприбуткових підприємств, установ та організацій до Реєстру та виключення з Реєструіз змінами» із змінами та доповненнями, внесеними згідно з Постановою КМ України № 195 від 29.03.2017 р.
Тепер цей Реєстр тичасово до 01.01.2018 року функціонує тільки відносно релігійних організацій. Іншим неприбутковим організаціям було запропоновано у строк до 01.07.2017 року підтвердили статус неприбутковості відповідно до нових вимог податкового законодавства. Особи, що підтвердили відповідність їх установчих документів вимогам п. 133.4 Кодексу були перенесені до нового Реєстру, решта втратили статус неприбутковості та були виключені з Реєстру.

## Функціонування Реєстру
Створення і ведення Реєстру покладено на ДФС, яка здійснює забезпечення: ведення обліку неприбуткових організацій, виконання функцій адміністратора бази даних (накопичення, аналіз даних, контроль за достовірністю та актуалізацією даних, їх зберігання, захист, контроль за правом доступу тощо); автоматизоване ведення бази Реєстру; розроблення нормативних документів про створення, ведення та користування даними Реєстру.
Реєстр ведеться з метою забезпечення: дотримання єдиних принципів ідентифікації неприбуткових організацій, а також ведення їх обліку контролюючими органами;
контролюючих органів відомостями, що містяться в Реєстрі, для здійснення контролю за неприбутковими організаціями, які не є платниками податку на прибуток підприємств відповідно до пункту 133.4 статті 133 Кодексу;
організації проведення суцільного і вибіркового аналізу;
надання відомостей, що містяться в Реєстрі, відповідно до законодавства.
До Реєстру включаються неприбуткові організації — юридичні особи за кодом згідно з ЄДРПОУ із зазначенням ознака неприбутковості організації присвоюєним за окремими групами підприємств, установ та організацій відповідно до підпункту 133.4.6 пункту 133.4 статті 133 Кодексу. Включення неприбуткової організації до Реєстру здійснюється контролюючим органом відповідно до Порядку ведення Реєстру неприбуткових установ та організацій, включення неприбуткових підприємств, установ та організацій до Реєстру та виключення з Реєстру, затвердженого постановою Кабінету Міністрів України від 13 липня 2016 р. № 440
Зареєстровані установи та організації (новостворені), які подали в установленому порядку документи для внесення до Реєстру неприбуткових установ та організацій під час або протягом 10 днів з дня державної реєстрації та які за результатами розгляду таких документів внесені до Реєстру неприбуткових установ та організацій, вважаються для цілей оподаткування неприбутковими організаціями з дня їх державної реєстрації.
Для включення до Реєстру неприбуткова організація повинна подати до контролюючого органу реєстраційну заяву за формою 1-РН згідно з додатком 1 до зазначеного Порядку і засвідчені підписом керівника або представника такої організації та скріплені печаткою (за наявності) копії установчих документів неприбуткової організації (крім тих, що оприлюднені на порталі електронних сервісів відповідно до Закону України «Про державну реєстрацію юридичних осіб, фізичних осіб — підприємців та громадських формувань», а житлово-будівельні кооперативи також засвідчені підписом керівника або представника такого кооперативу та скріплені печаткою (за наявності) копії документів, що підтверджують дату прийняття в експлуатацію закінченого будівництвом житлового будинку та факт спорудження або придбання такого будинку житлово-будівельним (житловим) кооперативом.
Контролюючий орган може проводити перевірку відомостей, що містяться в поданих документах, щодо відповідності вимогам, встановленим Податковим кодексом України та законодавством, що регулює діяльність відповідної неприбуткової організації.
Контролюючий орган отримує доступ до установчих документів, що оприлюднені на порталі електронних сервісів, відповідно до порядку надання відомостей з Єдиного державного реєстру юридичних осіб, фізичних осіб — підприємців та громадських формувань, затвердженого Мін'юстом.
Контролюючий орган здійснює включення неприбуткової організації до Реєстру в разі, коли організація відповідає таким вимогам: утворена та зареєстрована в порядку, визначеному законом, що регулює діяльність відповідної неприбуткової організації;
установчі документи неприбуткової організації містять заборону розподілу отриманих доходів (прибутків) або їх частини серед засновників (учасників), членів такої організації, працівників (крім оплати їх праці, нарахування єдиного соціального внеску), членів органів управління та інших пов'язаних з ними осіб. Для цілей цього абзацу не вважається розподілом отриманих доходів (прибутків) фінансування видатків, визначених підпунктом 133.4.2 пункту 133.4 статті 133 Кодексу;
установчі документи неприбуткової організації передбачають передачу активів одній або кільком неприбутковим організаціям відповідного виду або зарахування до доходу бюджету в разі припинення юридичної особи (у результаті її ліквідації, злиття, поділу, приєднання або перетворення). Положення цього абзацу не поширюється на об'єднання та асоціації об'єднань співвласників багатоквартирних будинків;
За результатами розгляду реєстраційної заяви та документів, що додаються до неї, протягом 14 календарних днів з дня їх отримання контролюючим органом приймається рішення про: включення, повторне включення, відмову у включенні (повторному включенні) неприбуткової організації до Реєстру;
виключення неприбуткової організації з Реєстру;
зміну ознаки неприбутковості.
Контролюючий орган відмовляє неприбутковій організації у включенні до Реєстру в разі: подання неприбутковою організацією неповного пакета документів, визначених пунктом 6 зазначеного Порядку;
невідповідності неприбуткової організації вимогам, встановленим пунктом 133.4 статті 133 Кодексу.
Відповідне рішення за формою згідно з додатком 2 готується у двох примірниках, один з яких надається неприбутковій організації, а другий залишається в контролюючому органі.
Після отримання рішення про відмову у включенні до Реєстру неприбуткова організація може усунути недоліки та повторно подати документи до контролюючого органу відповідно до пункту 6 цього Порядку, не змінюючи при цьому положення установчих документів, до яких контролюючим органом не висловлено зауважень. Повторно надіслана реєстраційна заява розглядається в строки, зазначені в абзаці першому цього пункту.
Реєстр включає ідентифікаційні та реєстраційні відомості про неприбуткові організації, зокрема: код згідно з ЄДРПОУ;
найменування неприбуткової організації;
дату включення неприбуткової організації до Реєстру, починаючи з якої визначається строк безперервної реєстрації неприбуткової організації;
ознаку неприбутковості;
дату присвоєння ознаки неприбутковості або її зміни;
дату та номер рішення про включення, повторне включення неприбуткової організації до Реєстру або зміну ознаки неприбутковості;
дату скасування ознаки неприбутковості;
дату та номер рішення про виключення неприбуткової організації з Реєстру;
найменування та ідентифікаційний код контролюючого органу.
З метою забезпечення органів державної влади, органів місцевого самоврядування, юридичних та фізичних осіб відомостями, що містяться в Реєстрі, на офіційному вебсайті ДФС забезпечується відкритий доступ до таких відомостей в обсязі, визначеному пунктом 11 Порядку.
Виключення неприбуткової організації з Реєстру здійснюється на підставі рішення контролюючого органу в разі: використання доходів (прибутків) неприбуткової організації для інших цілей, ніж утримання такої організації, реалізації мети (цілей, завдань) та напрямів діяльності, визначених підпунктом 133.4.2 пункту 133.4 статті 133 Кодексу;
розподілу доходів (прибутків) неприбуткової організації або їх частини серед засновників (учасників), членів такої організації, працівників (крім оплати їх праці, нарахування єдиного соціального внеску), членів органів управління та інших пов'язаних з ними осіб;
невідповідність неприбуткової організації та/або установчих документів такої організації вимогам, установленим пунктом 133.4 статті 133 Кодексу;
затвердження ліквідаційного балансу, передавального акта або розподільчого балансу неприбутковою організацією, що припиняється в результаті реорганізації (злиття, приєднання, поділу або перетворення) або ліквідації;
за ініціативою неприбуткової організації.
Рішення про виключення неприбуткової організації з Реєстру надсилається такій організації у порядку, визначеному статтею 42 Кодексу, протягом трьох робочих днів з дня прийняття зазначеного рішення.
Під час виключення неприбуткової організації з Реєстру присвоєна їй ознака неприбутковості скасовується: з першого числа місяця, наступного за місяцем, у якому відбулося недотримання вимог пункту 133.4 статті 133 Кодексу.;
з дати припинення юридичної особи (в результаті її ліквідації, злиття, приєднання, поділу або перетворення);
з дати надходження до контролюючого органу заяви неприбуткової організації про виключення з Реєстру за власною ініціативою.
За наявності декількох підстав для виключення неприбуткової організації з Реєстру датою скасування ознаки неприбутковості вважається дата тієї події, що відбулася раніше.